# Smírčí kříž (Budišov nad Budišovkou)
Smírčí kříž se nachází v katastrálním území Podlesí nad Odrou, ve vesnici Podlesí (část obce Budišov nad Budišovkou) v okrese Opava v Moravskoslezském kraji. Kamenný kříž byl prohlášen v roce 1990 kulturní památkou Ministerstvem kultury České republiky.

## Popis
Hluboko do země zapuštěný smírčí kříž je ve svahu u domu čp. 126 stranou od silnice III/4413. Kříž z 16. nebo 17. století je zhotoven z hrubě tesaného hrubozrnného pískovce. Rozměry podle: výška 90 cm, rozpětí 30 cm, podle registru: 74×72×20–26 cm.

## Další informace
V Podlesí se nachází také bývalý kostel svatého Mikuláše.